# Lilli Meinhardt
Lilli Meinhardt (* 25. September 1991) ist eine deutsche Schauspielerin.
Meinhard wurde von 2012 bis 2016 an der Filmuniversität Babelsberg Konrad Wolf ausgebildet.

## Filmographie (Auswahl)
- 2010: Vom Ende der Liebe
- 2012: Countdown – Die Jagd beginnt
- 2013: Mailbox
- 2013: Unter einem Dach
- 2015: 600 PS für zwei
- 2015: Liebe mich!
- 2016: Falling Stars
- 2016: In aller Freundschaft – Die jungen Ärzte
- 2017: Kim hat einen Penis
- 2017: Arme Ritter
- 2018: Mit im Bund
- 2018: Der Kriminalist
- 2020: Das Geheimnis des Totenwaldes

## Auszeichnungen
- 2015: Achtung Berlin - new berlin film award - Beste Schauspielerin für „Liebe mich!“